# ゴーストリコン アイランドサンダー
ゴーストリコン アイランドサンダー(Ghost Recon Island Thunder)は、トム・クランシーシリーズとなるゲームソフトである。ソフトの内容は2009年を舞台に描かれた近未来ミリタリーアクションゲーム。

## 概要
PC版『Ghost Recon』の拡張パックとしてリリースされた。起動には本編が必要となる。その後Xboxに移植された。PlayStation 2用のゴーストリコン ジャングルストームは続編的な内容であるが、本編のミッションマップが追加されている。

## ストーリー

### A.D. 2010 キューバ
ストーリーは2010年のキューバ。キューバを支配していたフィデル・カストロが死亡し、数十年ぶりに自由な選挙が行われようとしていた。麻薬で金を握る将軍とその傭兵部隊が選挙の妨害をしようとする。ゴーストはそれを阻止し自由な選挙を行わせるためキューバに派遣される。

### あらすじ
1950年代初頭にバティスタによって打倒されたカルロス・プリオ・ソカラス以来となる、キューバに自由で開かれた選挙の時が来た。
FDG（人民民主戦線）はアリエル・プリエゴという人物を候補者として擁立した。 FDGは、キューバを長年の共産主義独裁体制に戻すことを望む、率直な反米政治派閥である。
FDGは公には暴力を用いることを否定しているが、すぐに露見したように現実はまったく逆である。
ゴーストの責務は、米国が手を汚したと思われることなく事態を収拾し、選挙が円滑に進むようにすることだ。
ゴーストはFDGの同盟者による武器や麻薬の輸送作戦を阻止する作戦を遂行する。 
選挙当日になると、ゴーストはシエンフエゴスの市役所にある投票所を守る責任を負うが、プリエゴに忠誠を誓う男たちがこの建物を襲撃し、市内の別の場所に人質を取った。当然のことながら、プリエゴは選挙に大敗する。
自暴自棄になった彼はコロンビアの後援者に助けを求め、FARC（コロンビア革命軍）はキューバを武力で奪取するために兵士を送り込む。ゴーストはこれを撃退する。
味方も時間も選択肢もなくなったプリエゴは、キューバの丘陵地帯にある古い要塞に逃げ込む。 ゴーストは要塞を襲撃し、プリエゴを生け捕りにするよう命じられる。もし彼が殺されれば、いとも簡単に殉教者にされてしまうだろう。
ゴーストはプリエゴが脱出に使おうとしていたヘリコプターを破壊することに成功する。
窮地に追い込まれたプリエゴは降伏した。